# Біотичний потенціал
Біоти́чний потенціа́л (термін введений Р. Чепменом (1928), репродуктивний потенціал, найважливіший умовний показник, що відображає здатність популяції до розмноження, виживання та розвитку при оптимальних екологічних умовах, тобто до збільшення чисельності при відсутності лімітуючих факторів. Ідентичний показнику потенційного росту популяції. Біотичний потенціал в рівняннях Лотки і рівнянні Ферхульста-Пірла відповідає R. Біотичний потенціал визначається або середньою величиною приплоду, або швидкістю, з якою при гіпотетично безперешкодному розмноженні особини даного виду покриють всю земну кулю рівномірним шаром.
Кількість особин після деякого часу (t) безперешкодного розмноження дорівнюватиме Nt = 2tΔ, де Δ — коефіцієнт, що характеризує темп розмноження виду. Час, необхідний для подвоєння чисельності популяції, дорівнює 0,6931: Nt (Одум, 1975). В експериментальних умовах Nt щурів виявилося рівним 0,104 на тиждень, причому подвоєння чисельності їхньої популяції відбувається за 6,76 тижнів. У звичайних умовах до величини біотичного потенціалу близька швидкість розмноження організмів з коротким життєвим циклом (бактерій при спалаху епідемії, водоростей при цвітінні води).
Різниця між біотичних потенціалом і реалізованою чисельністю особин популяції показує опір середовища. Хоча в природних умовах біотичний потенціал ніколи не реалізується (лімітують фактори навколишнього середовища), його визначення необхідне при розробці методів боротьби з економічно шкідливими видами, для збільшення чисельності корисних видів, а також охорони та раціонального використання тваринного світу, при екологічних експертизах технічних проектів, організації тваринницьких комплексів, рибних господарств тощо.
Чапман запровадив також «індекс живучості»:
Біотичний потенціал — це найвище значення індекса живучості, можливе для виду. Воно досягається, коли народжуваність є найбільшою, а смертність мінімальна.